# 佩切尼亞
49°46′39″N 24°22′10″E / 49.77750°N 24.36944°E
佩切尼亞（烏克蘭語：Печенія），是烏克蘭西部的村莊，隸屬利維夫州的佐洛奇夫區。該村面積1.29平方公里，海拔高度249米，2001年人口142，人口密度每平方公里109.82人。